# Chester (Illinois)
Chester es una ciudad ubicada en el condado de Randolph en el estado estadounidense de Illinois. En el Censo de 2010 tenía una población de 8586 habitantes y una densidad poblacional de 569,11 personas por km².

## Geografía
Chester se encuentra ubicada en las coordenadas 37°55′32″N 89°49′40″O / 37.92556, -89.82778. Según la Oficina del Censo de los Estados Unidos, Chester tiene una superficie total de 15.09 km², de la cual 15.05 km² corresponden a tierra firme y (0.27%) 0.04 km² es agua.

## Demografía
Según el censo de 2010, había 8586 personas residiendo en Chester. La densidad de población era de 569,11 hab./km². De los 8586 habitantes, Chester estaba compuesto por el 67.53% blancos, el 27.92% eran afroamericanos, el 0.14% eran amerindios, el 0.3% eran asiáticos, el 0.01% eran isleños del Pacífico, el 3.19% eran de otras razas y el 0.91% pertenecían a dos o más razas. Del total de la población el 6.07% eran hispanos o latinos de cualquier raza.